# Cénac-et-Saint-Julien
Cénac-et-Saint-Julien ist eine französische Gemeinde mit 1189 Einwohnern (Stand 1. Januar 2022) im Département Dordogne in der Region Nouvelle-Aquitaine.
Der kleine Ort Cénac liegt am Fuße des Felsmassivs, auf dem die Bastide Domme errichtet wurde. Außerhalb des Dorfes steht die romanische Kirche Notre-Dame-de-la-Nativité, die einst zu einem Priorat gehörte, das ein Abt von Moissac, Aquilanus, im Jahr 1090 gegründet hatte. Das Bauwerk stammt vermutlich aus dem frühen 12. Jahrhundert. Im Laufe der Kriegswirren schon mehrmals beschädigt, wurde die Kirche schließlich im 16. Jahrhundert von dem Hugenottenführer Geoffroy de Vivans endgültig niedergebrannt. Allein der Chor blieb verschont und wurde durch eine Restaurierung wieder in den ursprünglichen Zustand versetzt. Querhaus und Hauptschiff des heutigen Kirchenbauwerkes sind im 19. Jahrhundert neu errichtet worden.
Vom Friedhof aus ist das Chorhaupt mit seinem steingedeckten Dach sichtbar, das von mit Blattkapitellen verzierten Strebepfeilern gestützt wird. Auch innen sind etliche skulptierte Kapitelle mit neu- und alttestamentlichen sowie allegorischen Motiven erhalten.

## Bevölkerungsentwicklung
| Jahr                       | 1962 | 1968 | 1975 | 1982 | 1990 | 1999 | 2006 | 2018 |
| Einwohner                  | 832  | 811  | 825  | 900  | 993  | 1068 | 1193 | 1203 |
| Quellen: Cassini und INSEE |      |      |      |      |      |      |      |      |